# Station Wałcz Raduń
Station Wałcz Raduń is een spoorwegstation in de Poolse plaats Wałcz.